# Hjälmaren
Hjälmaren je jezero u Švedskoj i četvrto po veličini u zemlji poslije Vätterna, Vänerna i Mälarena. 
Nalazi se u blizini jezera Mälaren s kojim je povezan kanalom Hjälmare. Kanal je dug 13 km i plovan je. Pokrajine koje imaju obalu na jezeru su Södermanland, Närke i Västmanland.
Hjälmaren je dug 58 km i širok 18 km. Ima prosječnu dubinu od šest metara, a površinu od 485 km². Örebro koji se nalazi na zapadnom kraju jezera je najveći grad na njegovim obalama. Jezero je postalo kultno mjesto zbog glazbenih festivala koji se odvijaju na njemu. Mnogi poznati glazbeni sastavi su svirali na festivalima smještenim na obale jezera, poput The Smashing Pumpkinsa, Sonic Youtha i Pearl Jama. Švedski državnik i pobunjenik Engelbrekt Engelbrektsson ubijen je 1436. na Engelbrektsholmenu, otočiću na jezeru.